# Бурлака, Юрий Петрович
Ю́рий Петро́вич Бурла́ка (род. 20 июля 1968, Москва) — российский артист балета, педагог и балетмейстер-постановщик, художественный руководитель балетной труппы Большого театра в 2009—2011 годах, с 2017 года — главный балетмейстер Самарского театра оперы и балета. Заслуженный артист России (2000).

## Биография
Родился в Москве, учился в Московском хореографическом училище, где его сокурсниками были Алексей Ратманский и Владимир Малахов. Выпускался по классу профессора Петра Пестова. После выпуска в 1986 году был принят в труппу московского государственного театра «Русский балет» под руководством Вячеслава Гордеева, где вскоре стал солистом.
В 1993—1996 годах учился на балетмейстерском факультете в ГИТИСе (курс Вячеслава Гордеева), затем перевёлся в Московскую государственную академию хореографии, которую окончил с отличием в 1999 году по специальности «педагог-хореограф». В том же году написал учебное пособие «Музыкальное оформление уроков классического танца». В 2000 году в соавторстве с Германом Прибыловым осуществил издание клавира сохранившихся музыкальных номеров балета «Пахита» и записи хореографического текста Мариуса Петипа.
Интересуясь музыкой и хореографией русского балетного театра XIX века, принимал участие как балетмейстер в ряде постановок классических балетов и вечеров старинной хореографии в различных театрах России (Большой театр, Екатеринбургский театр оперы и балета, Челябинский театр оперы и балета и др.) и за рубежом. Также участвовал в международных конференциях по сохранению классического балетного наследия, является членом Международного общества Людвига Минкуса.
С 2003 года работает доцентом кафедры хореографии и балетоведения Академии хореографии по дисциплине «Классическое наследие и репертуар балетного театра». Начиная с 2006 года работает балетмейстером-постановщиком в театре «Русский балет», в апреле 2007 года стал его художественным руководителем. В том же году написал учебно-методическое пособие «Классическое наследие и репертуар балетного театра XVIII—XX веков».
В 2007—2009 годах осуществил несколько постановок в Большом театре в духе «исторических реконструкций» — «Корсар» (совместно с А. Ратманским, 2007), Гран-па из балета «Пахита» (2008) и «Эсмеральда» (совместно с В. Медведевым, 2009). С 1 мая по 31 декабря 2008 года работал в Большом театре в качестве балетмейстера, с января 2009 года по март 2011 года осуществлял художественное руководство балетной труппой.
С 2017 года — главный балетмейстер Самарского театра оперы и балета.

## Репертуар
театр «Русский балет» (основные партии)
- Щелкунчик-принц, «Щелкунчик» П. Чайковского, хореография В. Вайнонена в редакции В. Гордеева
- Голубая птица и Принц Дезире, «Спящая красавица» П. Чайковского, хореография М. Петипа, Ф. Лопухова, К. Сергеева в редакции В. Гордеева
- Ротбарт и па-де-труа, «Лебединое озеро» П. Чайковского, хореография Л. Иванова, М. Петипа, А. Горского, А. Мессерера в редакции В. Гордеева
- граф Альберт, «Жизель» А. Адана, хореография Ж. Коралли, Ж. Перро, М. Петипа в редакции Л. Лавровского
- Франц, «Коппелия» Л. Делиба, хореография А. Горского в редакции В. Гордеева
- Юноша, «Шопениана» на музыку Ф. Шопена, хореография М. Фокина
- Шах Земан, «Шехеразада» на музыку Н. Римского-Корсакова, хореография М. Фокина
- Время, «Золушка» С. Прокофьева, хореография В. Гордеева
- Зефир, «Танцы часов» из оперы А. Понкьелли «Джоконда», хореография М. Петипа
- Па-де-де из балета «Сильфида» на музыку Г. Левенскольда, хореография А. Бурнонвиля
- Па-де-де из балета «Сильфида» на музыку Ж. Шнейцхоффера, хореография В. Тихомирова
- Па-де-де из балета «Привал кавалерии», музыка И. Армсгеймера, хореография М. Петипа
- Гран-па из балета «Пахита», музыка Л. Минкуса, хореография М. Петипа

## Постановки

### Вечера старинной хореографии
Фрагменты балетов
- Хореография М. Фокина: «Шопениана», «Танцы чародейств Наины» из оперы М. Глинки «Руслан и Людмила»
- Хореография А. Горского: «Раймонда» А. Глазунова, «Конёк-горбунок» Ц. Пуни, «Тщетная предосторожность» П. Гертеля, «Коппелия» Л. Делиба, танцы из оперы К. Сен-Санса «Самсон и Далила»
- Хореография М. Петипа: «Баядерка» и «Пахита» Л. Минкуса, «Корсар» А. Адана, «Эсмеральда», «Наяда и рыбак» и «Конёк-горбунок» Ц. Пуни, «Арлекинада» Р. Дриго, «Привал кавалерии» И. Армсгеймера
- Хореография братьев Н. и С. Легат: «Фея кукол» Й. Байера

### Постановки в учебных заведениях
- «Шопениана» М. Фокина и Гран-па из балета «Пахита» — Академия танца Н. Нестеровой, Москва
- 2000 — «Лебединое озеро» П. Чайковского — Венская консерватория (совместно с К. Музилем и Э. Тэри)
- 2003 — «Коппелия» Л. Делиба, хореография А. Горского — Хореографическая ассоциация в Токио, Япония
- 2005 — «Щелкунчик» П. Чайковского, хореография Л. Иванова — Хореографическая ассоциация в Токио, Япония
- 2011 — «Миллионы Арлекина», сюита из балета «Арлекинада», музыка Р. Дриго (постановка и новая хореографическая редакция по М. Петипа) — Московская академия хореографии
- 2012 — «Дно Моря-океана», картина из балета «Конёк-Горбунок», музыка Ц. Пуни, Р. Дриго, Б. Асафьева (реконструкция, постановка и новая хореографическая редакция по А. Горскому) — Академия русского балета имени А. Я. Вагановой, Санкт-Петербург
- 2015 — «Оживлённый сад», картина из балета «Корсар», музыка Л. Делиба и Р. Дриго (постановка и новая хореографическая редакция по М. Петипа) — Московская академия хореографии
- 2015 — Pas de trois Океана и жемчужин из балета «Конёк-Горбунок», музыка Р. Дриго (постановка и реконструкция по А. Горскому) — Московская академия хореографии
- 2016 — «Тщетная предосторожность», совместно с С. М. Мартиросян, музыка П. Гертеля, либретто Ж. Доберваля в редакции М. Мартиросяна, хореография М. Петипа, А. Горского, новая хореография М. Мартиросяна — Бурятский республиканский хореографический колледж имени Л. П. Сахьяновой и П. Т. Абашеева]

### Постановки в театрах
- 2004 — фрагменты балетов «Пробуждение Флоры» Р. Дриго и «Волшебное зеркало» А. Корещенко (хореография М. Петипа), «Конёк-Горбунок» Ц. Пуни (хореография А. Горского) — I Мастерская новой хореографии, Большой театр
- 2006 — «Дон Кихот»*[1] Л. Минкуса (совместно с В. Гордеевым) — Екатеринбургский театр оперы и балета
- 21 июня 2007 — «Корсар»* А. Адана, постановка и новая хореографическая редакция по М. Петипа (совместно с А. Ратманским) — Большой театр
- 2008 — фрагменты из балетов «Пахита» Л. Минкуса (гран-па, хореография М. Петипа); «Сильфида» (па-де-де из II акта, музыка А. Адана, Ж. Шнейцхоффера, Р. Дриго, хореография Ф. Тальони и М. Петипа в редакции В. Тихомирова); «Пробуждение Флоры» Р. Дриго (па-де-катр «Розарий», хореография М. Петипа в редакции Н. Легата); «Фея кукол» Р. Дриго (па-де-труа из II акта, хореография Н. и С. Легатов); «Конёк-Горбунок» Ц. Пуни (картина «Подводное царство», хореография М. Петипа и А. Горского) — Челябинский театр оперы и балета
- 15 ноября 2008 — Гран-па из балета «Пахита»* (постановка и новая хореографическая редакция по М. Петипа) — Большой театр
- 25 декабря 2009 — «Эсмеральда»* Ц. Пуни (постановка и новая хореографическая редакция по М. Петипа, совместно с В. Медведевым) — Большой театр
- 2010 — «Эсмеральда» Ц. Пуни, хореография Ю. Бурлаки и В. Медведева — Челябинский театр оперы и балета
- 2011 — «Эсмеральда» Ц. Пуни, хореография Ю. Бурлаки и В. Медведева — Берлинский государственный балет, Германия
- 2012 — «Эсмеральда» Ц. Пуни, хореография Ю. Бурлаки и В. Медведева — Национальный балет Мексики, Мехико
- 2013 — «Щелкунчик»* П. И. Чайковского, хореография по Л. Иванову, совместно с В. Медведевым — Берлинский государственный балет, Германия
- 2017 — «Эсмеральда»* Ц. Пуни — Самарский театр оперы и балета
- 2022 — «Дон Кихот» Л. Минкуса — Самарский театр оперы и балета
- 2023 — «Раймонда» А. Глазунова — Самарский театр оперы и балета
- 2024 — «Щелкунчик» П. И. Чайковского — Самарский театр оперы и балета

(*) — также является автором музыкальной драматургии данной постановки.

## Награды и звания
- 1992 — диплом Всероссийского конкурса артистов балета «Арабеск», Пермь.
- 2000 — Заслуженный артист России — за заслуги в области искусства[2].
- 2015 — лауреат премии журнала «Балет» «Душа танца» в номинации «Мэтр танца».